# Messier 69
Messier 69 (také M69 a NGC 6637) je kulová hvězdokupa v souhvězdí Střelce s magnitudou 7,6.
Objevil ji Charles Messier 31. srpna 1780.
Hvězdokupa je od Země vzdálená přibližně 28 700 ly.

## Pozorování

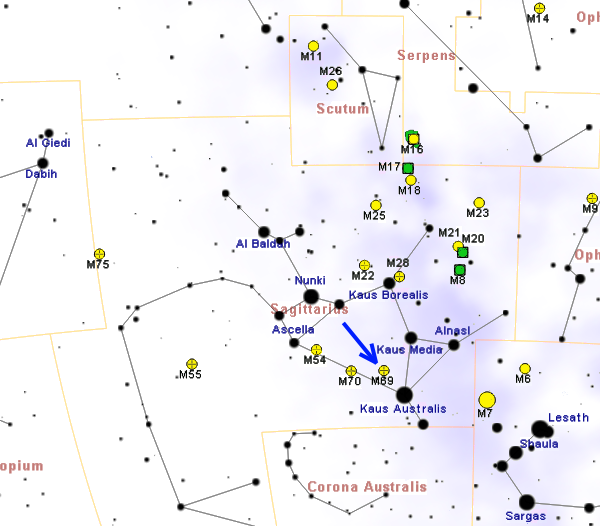
Poloha M 69 v souhvězdí Střelce.

M69 je možné najít přibližně 2,5° severovýchodně od hvězdy Kaus Australis (ε Sagittarii) ve hvězdném poli středně bohatém na hvězdy na pozadí. Hvězdokupa je poněkud obtížně viditelná i triedrem 10x50, ale jednotlivé hvězdy v ní začne rozlišovat až větší dalekohled o průměru přinejmenším 250 mm, a to pouze za příznivých atmosférických podmínek.
Poblíž M69 je možné vyhledat mnoho dalších kulových hvězdokup, z těch jasnějších jsou to například 2,5° východně Messier 70, 5,5° severovýchodně Messier 54 a 9° severně výrazná hvězdokupa Messier 22. 8° západně také leží jasná otevřená hvězdokupa Messier 7.
M69 je možno jednoduše pozorovat z většiny obydlených oblastí Země, protože má dostatečně nízkou jižní deklinaci. Přesto není pozorovatelná v některých částech severní Evropy a Kanady, tedy blízko polárního kruhu, a ve střední Evropě zůstává poměrně nízko nad obzorem. Na jižní polokouli je hvězdokupa dobře viditelná vysoko na obloze během jižních zimních nocí. Nejvhodnější období pro její pozorování na večerní obloze je od června do října.

## Historie pozorování
Hvězdokupu M69 objevil Charles Messier 31. srpna 1780, když se podruhé marně pokoušel najít mlhavý objekt označený Lac I.11, který objevil Nicolas-Louis de Lacaille a který později dostal označení NGC 6634. M69 Messier popsal takto: "mlhovina bez hvězd ve Střelci … blízko ní je hvězda 9. magnitudy; její jas je velmi slabý, je viditelná pouze za dobrého počasí a i malé světlo k osvětlení stupnice ji dokáže zneviditelnit. Její poloha byla určena pomocí hvězdy Epsilon Sagittarii. Tuto mlhovinu pozoroval pan de Lacaille a zapsal ji do svého katalogu." Jak již ale bylo výše naznačeno, NGC 6634 a M69 jsou dva různé objekty.

## Vlastnosti
M69 leží ve vzdálenosti 28 700 světelných let od Země a její skutečný průměr je přibližně 50 světelných let. Nejen na obloze ale i fyzicky blízko ní leží další kulová hvězdokupa M70, v prostoru je od sebe dělí asi 1 800 světelných let a obě jsou blízko středu Galaxie.
M69 patří mezi kulové hvězdokupy s vysokým obsahem kovů, protože její hvězdy vykazují poměrně hojné zastoupení prvků těžších než helium. Stále ovšem obsahuje výrazně méně kovů než mnohem mladší hvězdy populace I, jako například Slunce, a z toho se dá usoudit, že i tato kulová hvězdokupa vznikla v raných dobách vesmíru, kdy byly ve vesmíru zastoupeny převážně lehké prvky.
M69 se zdá být chudá na proměnné hvězdy, kterých v ní bylo nalezeno pouze 8, z nichž dvě jsou Miridy s periodou přibližně 200 dní.